# エレオノーレ・ツー・レーヴェンシュタイン＝ヴェルトハイム＝ロシュフォール
エレオノーレ・マリア・アンナ・ツー・レーヴェンシュタイン＝ヴェルトハイム＝ロシュフォール（Eleonore Maria Anna Gräfin zu Löwenstein-Wertheim-Rochefort, 1686年2月16日 - 1753年2月22日）は、ドイツのヘッセン＝ローテンブルク方伯エルンスト2世・レオポルトの妻。
レーヴェンシュタイン＝ヴェルトハイム＝ロシュフォール伯（1712年より侯）マクシミリアン・カールとその妻の伯爵令嬢ポリクセナ・クーエン・フォン・リヒテンベルク・ウント・ベラージの間の次女として生まれた。1704年11月9日にフランクフルト・アム・マインにおいて、従兄にあたるヘッセン＝ローテンブルク方伯エルンスト・レオポルトと結婚した。神聖ローマ皇帝家の重臣の娘として、また方伯夫人として、欧州の宮廷政治に隠然たる影響力を行使したと言われ、自分の娘たちを次々に諸外国の王室に嫁がせた。

## 子女
夫との間に4男6女の計10人の子女をもうけた。
- ヨーゼフ（1705年 - 1744年） - 方伯世子
- ポリクセナ（1706年 - 1735年） - 1724年、サルデーニャ王カルロ・エマヌエーレ3世と結婚
- ヴィルヘルミーネ（1707年 - 1708年）
- ヴィルヘルム（1708年）
- ゾフィー（1709年 - 1711年）
- フランツ（1710年 - 1739年）
- エレオノーレ（1712年 - 1759年） - 1731年、プファルツ＝ズルツバッハ公ヨハン・クリスティアンと結婚
- カロリーネ（1714年 - 1741年） - 1728年、コンデ公ルイ4世アンリと結婚
- コンスタンティン（1716年 - 1778年） - ヘッセン＝ローテンブルク方伯
- クリスティーネ（1717年 - 1781年） - 1740年、カリニャーノ公ルイージ・ヴィットーリオと結婚